# 拉古莱特
拉古莱特（法語：La Goulette，法語發音：[la ɡulɛt]），也作哈勒格瓦迪（羅馬化：Halq al-Wadi Ḥalq el-Wādⓘ），突尼斯共和国突尼斯省的市镇及港口。哈勒格瓦迪位于首都以东12公里，坐落在突尼斯湖和突尼斯湾之间的沙洲上。该港口地处突尼斯国主要公路和铁路网络的交汇点，不仅可以通过铁路与首都突尼斯相连，而且可以通过渡轮与欧洲相连。

## 地名语源
该地在阿拉伯语中称“哈勒格瓦迪”（羅馬化：Halq al-Wadi），含义为“河流峡谷”或“河流咽喉”，得名于在其附近入海的运河。该地在各欧洲语言中称“拉古莱特”，同样源自该运河。被拼写为“Golette”或“Goulette”的“古莱特”一名最晚在16世纪中叶开始已经出现在欧洲各国的文献中，例如利奥·阿非利加努斯《非洲志》（Cosmographia de Affrica）中曾有提及，该书的意大利语版于1526年出版，而法语版在1556年出版。该地名称还曾在塞万提斯的西班牙文学作品中出现。

## 历史

### 西班牙与奥斯曼的争夺

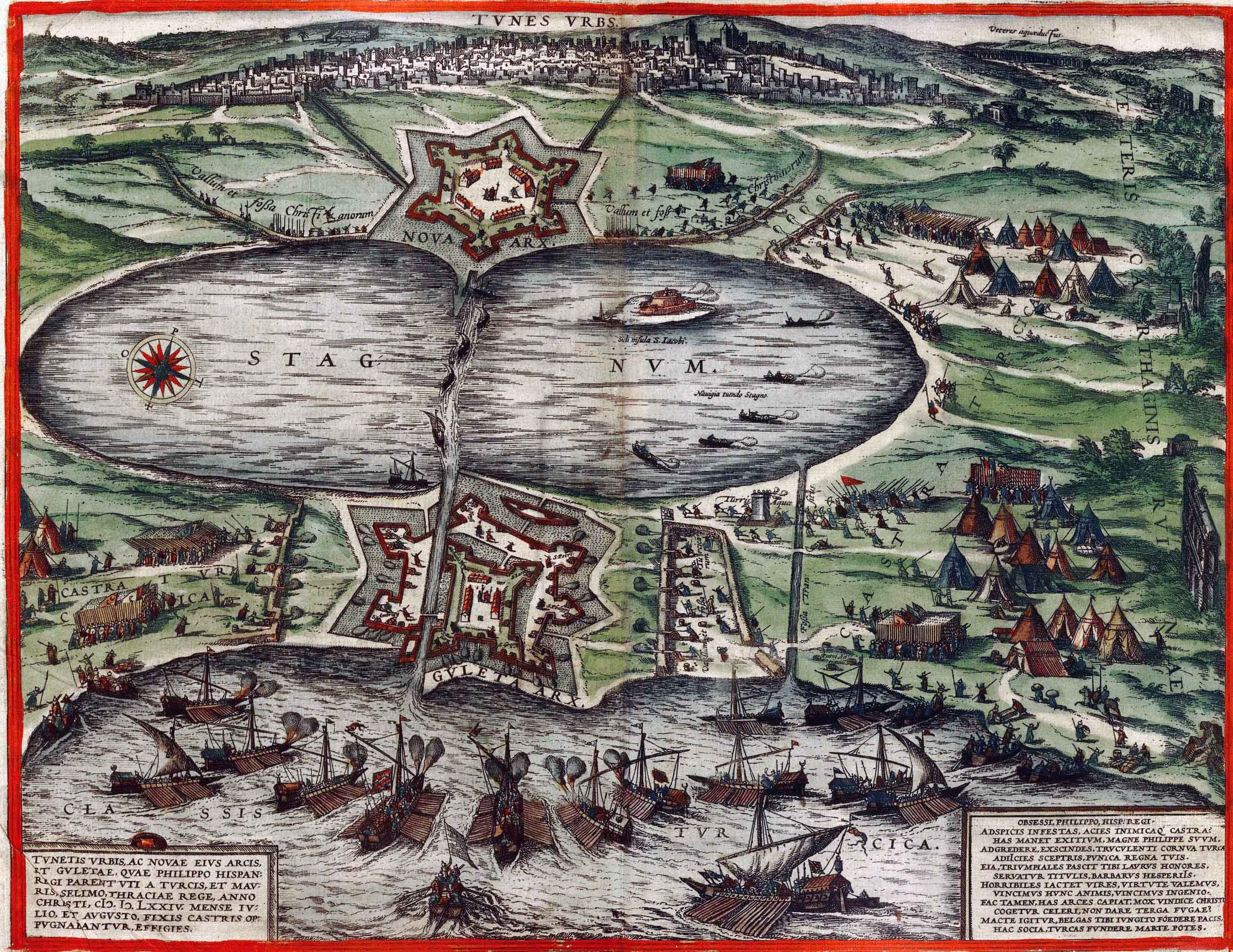
突尼斯湖前方被运河一分为二的便是古莱特要塞

在公元7世纪穆斯林征服马格里布过程中，突尼斯的迦太基港被破坏，哈勒格瓦迪成为突尼斯海岸的主要港口。1534年，奥斯曼海军元帅“卡普丹帕夏”巴巴羅薩·海雷丁帕夏率军征服突尼斯。1535年，西班牙国王卡洛斯一世组织由意大利、德国和西班牙组成的欧洲联军，在热那亚共和国海軍上將安德烈亚·多里亚的率领下夺取突尼斯。西班牙人开始在哈勒格瓦迪营造古莱特要塞。1569年，奥斯曼帝国阿尔及尔贝勒贝伊乌鲁奇阿里率军占领古莱特要塞和突尼斯，1573年又被唐·胡安率领神圣同盟舰队夺回。1574年，乌鲁奇·阿里重新占领突尼斯，从此古莱特归奥斯曼帝国统治。

### 奥斯曼帝国时期

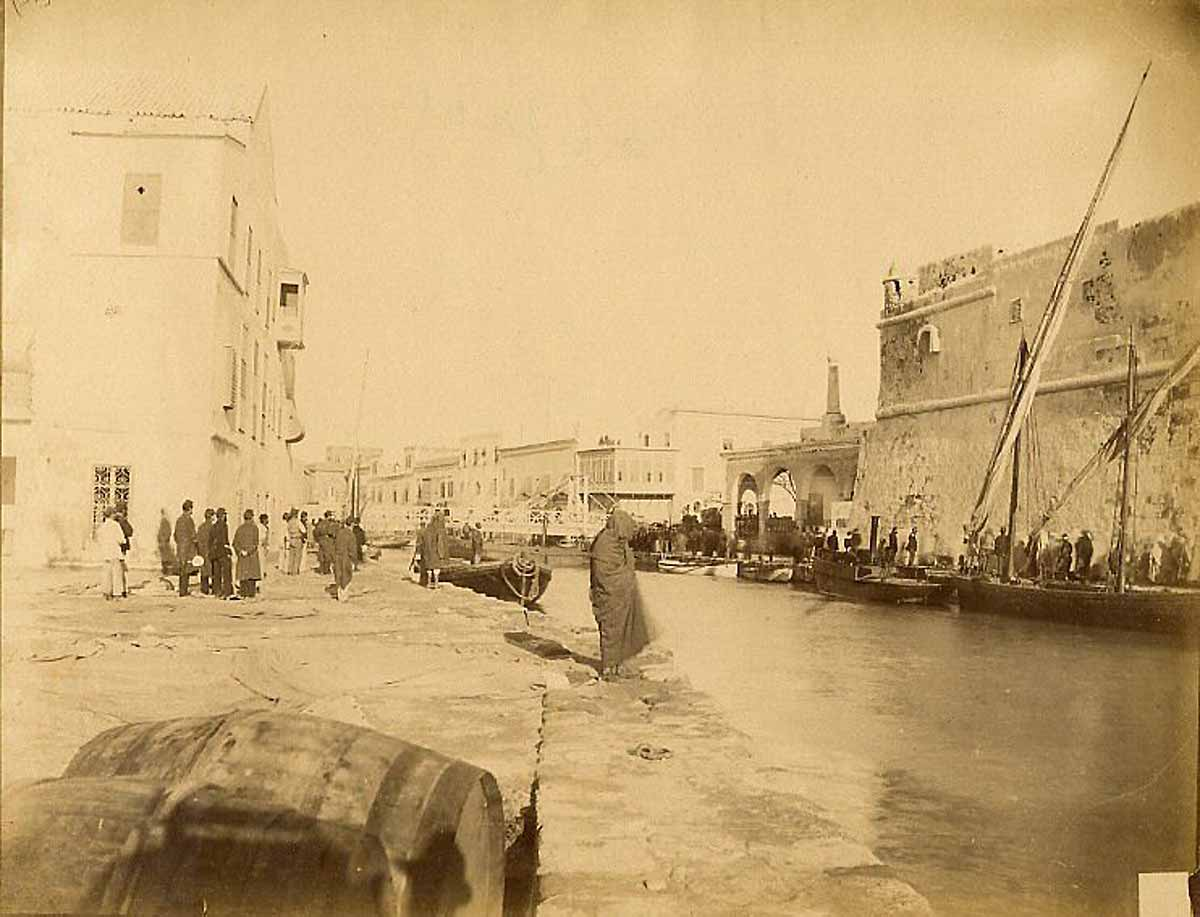
1880年的拉古莱特运河

奥斯曼统治古莱特要塞后，对其进行扩建，主要人口是土耳其人和摩尔人。从18世纪开始，陆续有来自马耳他和西西里的移民到哈勒格瓦迪从事海事和港口工作。1868年，突尼斯和意大利签署拉古莱特条约，鼓励意大利人移民到突尼斯，哈勒格瓦迪的意大利人越来越多。意大利移民浪潮改变了哈勒格瓦迪的城市面貌，意大利对该港口的开发提供了更多的就业机会，很多工匠、矿工和渔民在极度贫困的情况下移民到哈勒格瓦迪寻找财富，并在短短几十年内成为哈勒格瓦迪人口的多数，并组成了“小西西里”社区（La Petite Sicile）。这也让拉古莱特成为从18世纪到1956年突尼斯独立期间，该国唯一一个穆斯林占少数的城市。意大利人在哈勒格瓦迪建立剧院、电影院、学校和医院，成立商会、西西里银行，刊发《联盟日报》等。新移民与当地居民相处比较融洽，双方经常通婚，文化互动频繁。

### 法国殖民时期

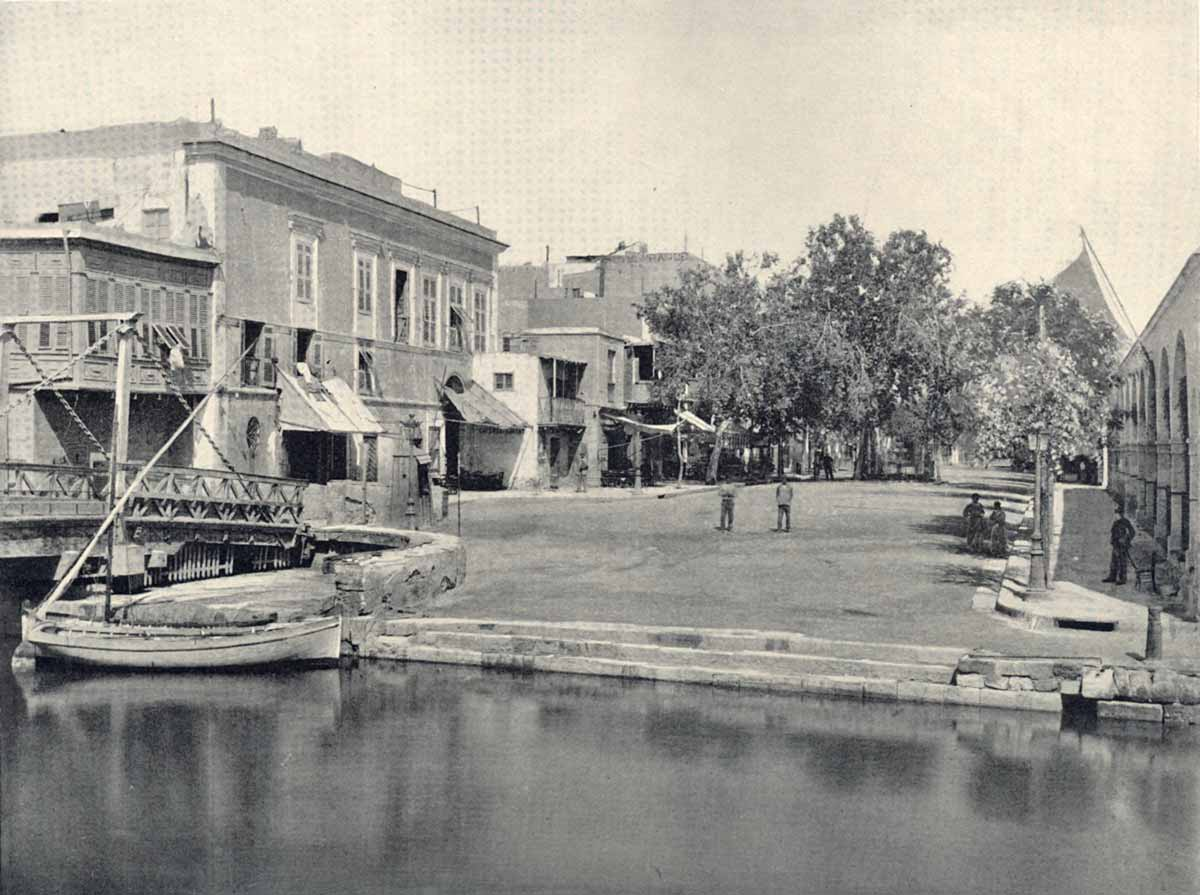
拉古莱特，拍摄于1900年前后

1881年，突尼斯沦为法国的保护国，即法属突尼西亞。19世纪的小西西里是突尼斯城里的欧洲人的度假胜地，有着大量的犹太人、意大利人和马耳他人人口，普通的欧洲家庭常常乘坐鲁巴蒂诺航运公司的蒸汽火车从首都来到哈勒格瓦迪度假。
1905年，作为突尼斯-古萊特-港口铁路（TGM铁路）的附属特许权，突尼斯电车公司获得在拉古莱特建造热电厂并为突尼斯北部郊区配电的授权。1908年，突尼斯-古萊特-港口铁路电气化铁路的投产，燃料卸货码头和矿石装载码头的建设都为这个小港口注入了新的发展动力。拉古莱特电厂曾在1942年至1943年的突尼斯战役中被多次轰炸，并曾受到严重破坏。但到了战后的1955年，该厂供应了突尼斯86%的电力。
| 年份   | 穆斯林 | 犹太人 | 法国人 | 意大利人 | 马耳他人 | 合计  |
| ------ | ------ | ------ | ------ | -------- | -------- | ----- |
| 1921年 | 778    | 1540   | 772    | 2449     | 381      | 5997  |
| 1926年 | 1998   | 2074   | 1264   | 2921     | 299      | 8653  |
| 1931年 | 2274   | 843    | 2233   | 3476     | 332      | 9260  |
| 1936年 | 2343   | 1668   | 2713   | 3801     | 265      | 10862 |

### 突尼斯独立后

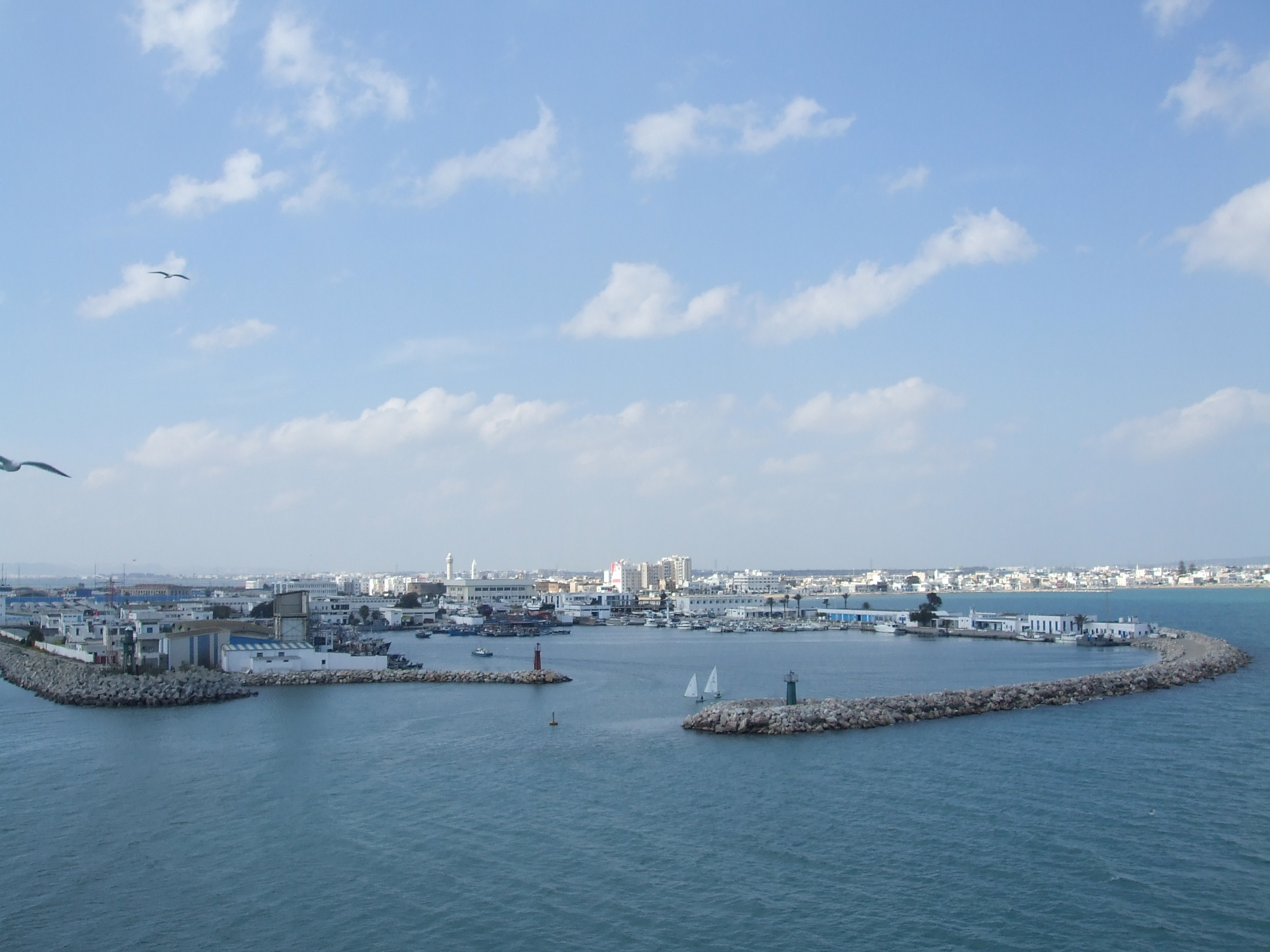
从海上观望拉古莱特港

1956年，突尼斯王国独立。1957年，成立突尼斯共和国。1964年，突尼斯总统哈比卜·布尔吉巴下令没收外国人拥有的某些财产，拉古莱特的意大利人因此流亡法国寻求新的生活，成为法国黑脚移民的成员。在拉古莱特仍保留有一些欧洲人的遗迹，比如拉古莱特圣奥古斯丁和圣菲德尔教堂，意大利自由风格的建筑，以及当地语言中一些源自西西里方言的短语。拉古莱特流亡者在1956年创办了面向拉古莱特侨民的《突尼斯信使》（Il Corriere di Tunisi）期刊。
拉古莱特港原本兼具商埠、渔港、游乐港、旅游港的职能，现仅具备渔港和客船港的功能，货船交通由附近的拉迪斯港处理。拉古莱特以其鱼类餐厅和漫长的海滩而闻名，是突尼斯知名的旅游目的地。

## 图集

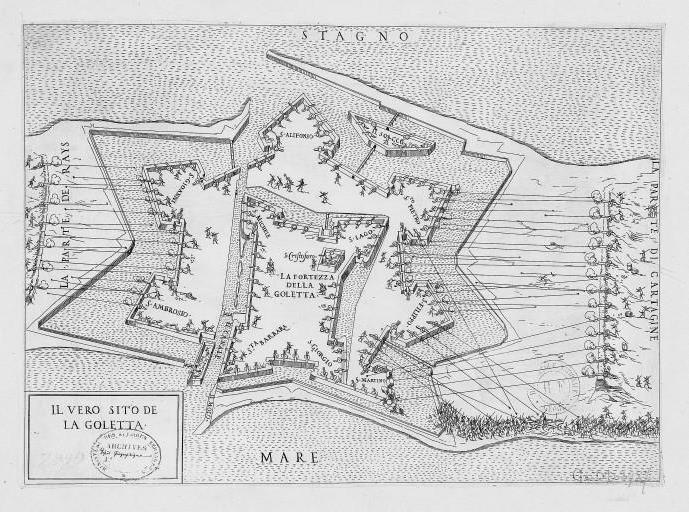
16世纪的拉古莱特要塞地图
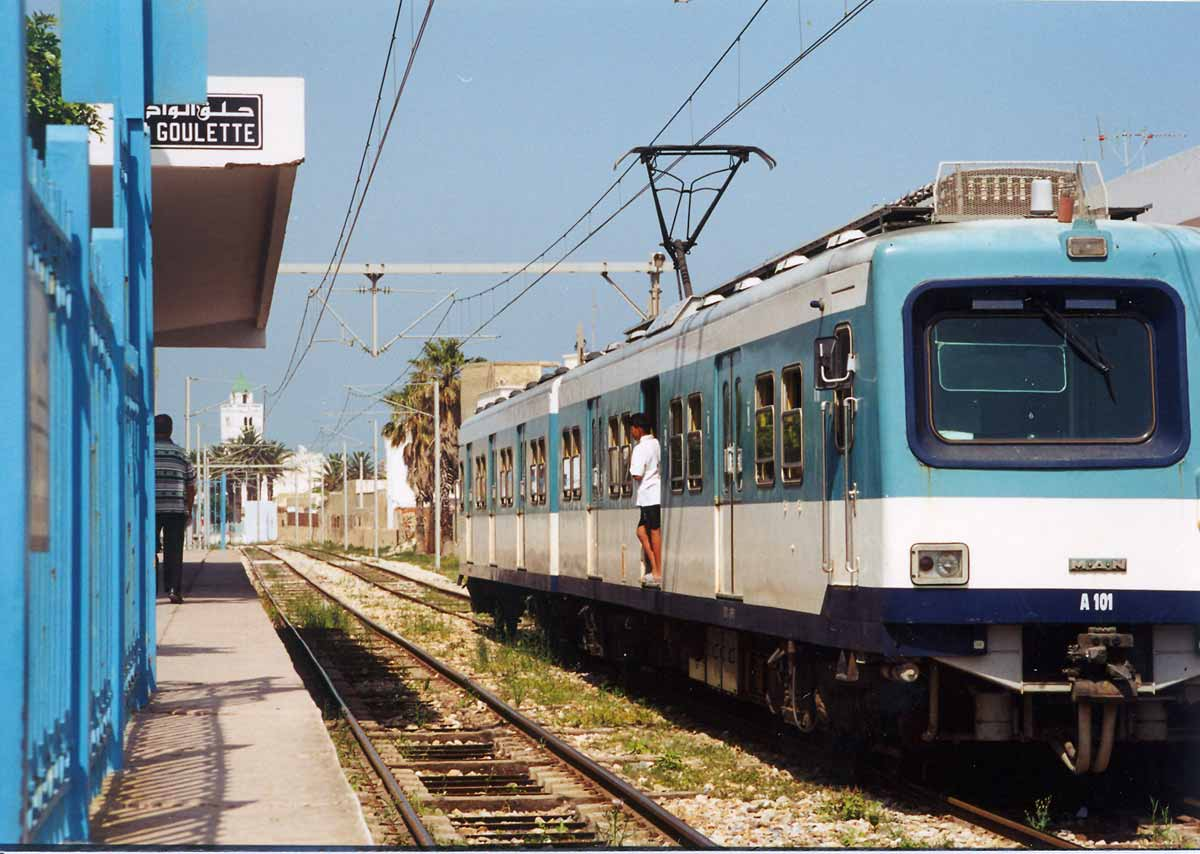
2001年的拉古莱特火车站
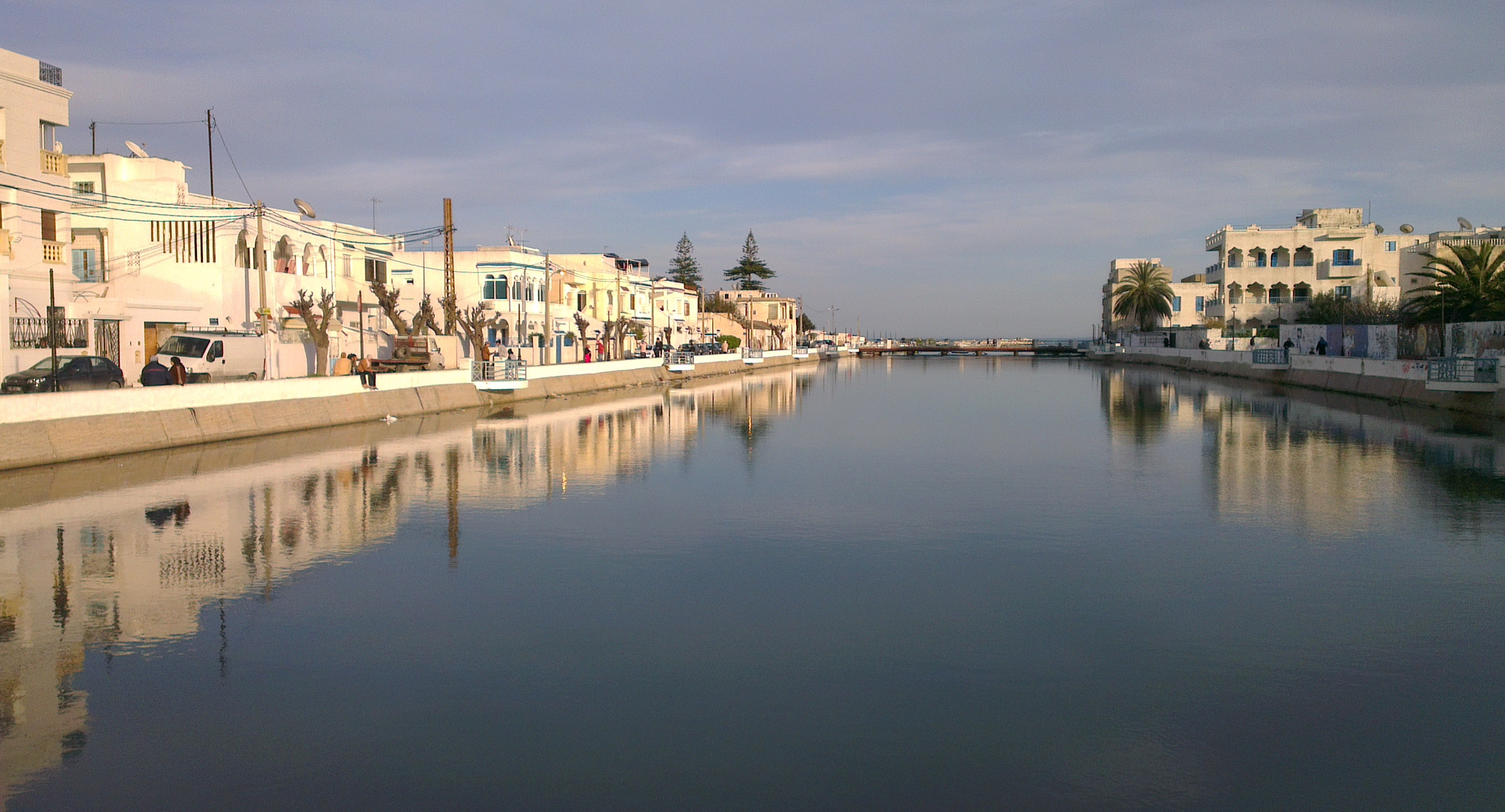
从哈勒格瓦迪的哈比卜·布尔吉巴大道欣赏连接突尼斯湖和突尼斯湾的运河